# Just Ballade
Just Ballade è il nono album in studio della cantante giapponese Misia, pubblicato nel 2009.

## Tracce
1. Sukoshi Zutsu, Taisetsu ni – 5:08
2. Aitakute Ima – 5:58
3. Work It Out – 2:48
4. Chiheisen no Mukougawa e (地平線の向こう側へ) – 4:53
5. Call Me Love Me – 4:08
6. So Beautiful – 4:58
7. Kuchibiru to Kuchibiru (唇と唇) – 4:53
8. Baobab no Ki no Shita de (バオバヴの木の下で) – 3:36
9. Yakusoku no Tsubasa – 5:19
10. Boku no Kimochi (僕のきもち) – 4:16
11. Yes Forever (Piano Version) – 4:55
12. Hoshi no Yō ni... – 4:58
13. Ginga – 4:36
14. Itsumademo – 1:28